# للا ملیکه مراکش
پرنسس للا ملیکه (انگلیسی: Princess Lalla Malika of Morocco (زادهٔ ۱۴ مارس ۱۹۳۳ – درگذشتهٔ ۲۸ سپتامبر ۲۰۲۱) یک سیاست‌مدار اهل مراکش بود.
او خواهر حسن دوم پادشاه فقید مراکش و دختر محمد پنجم پادشاه مراکش و همسر دومش لللا عبلة بنت الطاهر  بود. للا ملیکه از سال ۱۹۶۷ تا زمان مرگش رئیس هلال احمر مراکش بود. در دارالمخزن رباط، در ۱۶ اوت ۱۹۶۱، او (در یک مراسم سه‌گانه به همراه خواهرانش، عایشه، فاطمه و همسرانشان) با محمد شرقاوی، سفیر فرانسه در ۱۹۶۱– ازدواج کرد. للا ملیکه در سال ۱۹۶۴ رئیس کمیته دائمی مشورتی مراکش، وزیر دارایی و اقتصاد ملی ۱۹۶۴–۱۹۶۵، برای توسعه ۱۹۶۵–۱۹۶۶، امور خارجه ۱۹۶۶–۱۹۶۷، و دفاع ملی ۱۹۶۷، و رئیس اقتصاد آفریقا-آسیایی شد.